# Perry Crosswhite
Perry Rothrock Crosswhite, detto Rocky (Washington, 22 settembre 1947), è un ex cestista statunitense naturalizzato australiano.

## Carriera
Con l'Australia ha disputato tre edizioni e Giochi olimpici (1972, 1976, 1980) e i Campionati del mondo del 1974.